# Pelzer
Pelzer – miasto w Stanach Zjednoczonych, w stanie Karolina Południowa, w hrabstwie Anderson.